# 師守記
『師守記』（もろもりき）は、日本の南北朝時代の日記。筆者は北朝方の官人・中原師守。紙背は全て紙背文書。国立国会図書館に直筆本64巻が所蔵されている。国の重要文化財。

## 概要
記述は暦応2年（1339年）から応安7年（1374年）にまで及んでいるが、所々に欠落があり、貞和5年（1349年）以降は顕著となる。また筆者の師守は応安3年（1370年）前後に没したと言われており、文脈や筆跡もその前後で相違が見られるので、応安以降の記述は別人の手によるものである可能性がある。
中原氏は代々外記を世襲した家柄で、筆者の師守も北朝で権少外記の役職にあったため、北朝の朝議や記録所関係の記述が精細である。
師守は外記に就任する前は大炊頭にあり、役職の関係から大炊寮領を統治しており、大炊寮を中心に、公領の経営やそこで起こった出来事に関する記述も多々ある。
師守の兄中原師茂は権大外記の役職にあり、師守は兄師茂を「家君」と称し、師茂の視点から書かれたような記述が多く散見される。そのため『師茂記』とも呼ばれることがある。
南北朝の戦争、公武間の軍事、また巷間での出来事に関する記述まで豊富な情報が収められているので、『園太暦』と並び、南北朝時代の一級史料として、貴重な扱いを受けている。『太平記』の研究においても、『園太暦』と並び貴重、有用な史料として重用される。
2004年（平成16年）6月8日付で国の重要文化財に指定された。また、直筆本と写本のデジタル画像は国立国会図書館の公式ホームページでインターネット公開されている。